# Longueur de description minimale
 (novembre 2023).
Si vous disposez d'ouvrages ou d'articles de référence ou si vous connaissez des sites web de qualité traitant du thème abordé ici, merci de compléter l'article en donnant les références utiles à sa vérifiabilité et en les liant à la section « Notes et références ».
La longueur de description minimale, ou LDM (en l'anglais : Minimum Description Length, ou MDL), est un concept inventé par Jorma Rissanen en 1978 et utilisé en théorie de l'information et en compression de données.

## Principe
Le principe est basé sur l'affirmation suivante : toute régularité dans un ensemble de données peut être utilisée afin de compresser l'information, c'est-à-dire l'exprimer à l'aide d'un nombre réduit de symboles.